# Notitia linguae Sinicae
De Notitia linguae Sinicae is een door de Franse Jezuïet Joseph de Prémare (1666-1736) geschreven Latijnstalige grammatica van de Chinese talen. Het werk is in 1728 voltooid, maar werd pas in 1831 gepubliceerd.

## Eerdere grammatica's over Chinese talen
Vóór De Prémare waren er al meerdere missionarissen die grammatica's over Chinese talen hadden bezorgd. De vroegste hiervan lijken de Arte y vocabulario de la lengua China en de Arte de la lengua China te zijn geweest. Deze zouden respectievelijk geschreven zijn door de missionarissen Martín de Rada (1533-1578) en Juan Cobo (ca. 1546-1592~1593), maar zijn inmiddels verloren gegaan.
De eerste grammatica die bewaard is gebleven, is de Arte de la lengua Chiõ Chiu (1620), die een variant van de zuidelijke Min-talen beschrijft. Chiõ Chiu is de manier waarop de stad Zhangzhou in dit dialect werd uitgesproken.
Een andere grammatica, de Arte de la lengua mandarina (1682-1703), beschrijft in tegenstelling tot de voorgaande grammatica geen plaatselijk dialect, maar het toenmalig gesproken Mandarijn, dat op het dialect van Nanjing gebaseerd was. Deze grammatica was al in 1682 door de Dominicaanse missionaris Francisco Varo (1627-1687) voltooid, maar is pas na diens dood in 1703 daadwerkelijk gepubliceerd.

## Auteur
Joseph de Prémare (1666-1736) S.J. werd geboren in Cherbourg en trad in 1683 toe tot de orde van Jezuïeten. In maart 1698 vertrok hij als missionaris naar China, waar hij in november van datzelfde jaar aankwam. Hij was vooral actief in de provincie Jiangxi, maar na het verbod op het uitoefenen van christendom in 1724 door keizer Yongzheng (1678-1735) werd hij, net als de meeste andere missionarissen verbannen: eerst naar Kanton, vervolgens naar Macau, waar hij in 1736 stierf.
Toen hij als missionaris China binnenkwam, was hij op geen enkele wijze met het Chinees vertrouwd. Gedurende zijn jaren in China stortte hij zich echter op het leren van deze taal en, na vele jaren van studie, bereikte hij een dusdanig hoog niveau, dat de Sinoloog Jean-Pierre Abel-Rémusat (1788-1832) hem uiteindelijk de hemel in prees als de beste grammaticus en filoloog van de Chinese taal, die er onder de missionarissen in China zou zijn geweest.
De Notitia linguae Sinicae was het resultaat van deze jarenlange ijver. Dit werk verschilt sterk ten opzichte van eerdere grammatica´s over Chinese talen. Waar deze zich gericht hadden op gesproken Chinese streektalen of gesproken Mandarijn, was de Notitia linguae Sinicae het eerste werk dat naast het gesproken Mandarijn ook de klassieke Chinese schrijftaal beschreef. De belangrijkste doelgroep voor dit werk waren (aspirant-)missionarissen, die zich de taal eigen moesten maken.

## Lange en trage weg naar publicatie
Na voltooiing van de Notitia linguae Sinicae in 1728 stuurde De Prémare drie verschillende manuscripten naar Europa, waarvan de meest recente versie, die voor publicatie bedoeld was, naar de Franse geleerde Etienne Fourmont (1683-1745) werd gezonden. Toch publiceerde Fourmont het handschrift niet, waarna het werk geleidelijk aan in de vergetelheid raakte.
In 1825 werd echter een van de drie manuscripten herontdekt door de bovengenoemde Rémusat (1788-1832), die erg van het werk onder de indruk was. Dit leidde ertoe dat dit manuscript meerdere malen gekopieerd werd door zijn leerling Stanislaus Julien (1797-1873). Vervolgens werd de eerste door Julien gemaakte kopie in 1831 daadwerkelijk gepubliceerd door een protestantse drukker in Malacca.

## Breuk met de westerse grammaticale traditie
Eerdere Chinese grammatica's zoals de Arte de la lengua Chiõ Chiu en de Arte de la lengua mandarina hanteerden een kader dat gebaseerd was op de Griekse-Romeinse grammaticale traditie. Model voor deze grammatica's stonden Elio Antonio de Nebrija's (1444–1522), Introductiones Latinae (1481) en zijn Grammatica de la Lengua Castellana (1492): grammatica‘s van respectievelijk het Latijn en het Spaans. Dit hield in dat deze grammatica's ook hoofdstukken hadden over topics als werkwoordstijden en vervoegingen: twee categorieën die ontbreken in Chinese talen.
De Prémare was zich al te goed bewust van de beperkingen die het hanteren van concepten uit de Grieks-Latijnse grammaticale traditie met zich mee bracht. Weliswaar probeert hij in hoofdstuk één van deel één te laten zien hoe dergelijke thema's in het Chinees kunnen worden weergegeven, maar aan het einde van ditzelfde hoofdstuk merkt hij op dat het eigenlijk nutteloos is om Europese grammaticale concepten toe te passen op de Chinese taal. Het is beter om deze via voorbeelden en oefeningen te leren, wat dan ook de manier is waarop hij verder in de Notitia te werk gaat. De Prémare was zich namelijk goed bewust van de rijkdom aan grammaticale partikels en functiewoorden in het Chinees. Een groot deel van het werk bestaat dan ook uit de inventarisatie en het uitleggen hiervan, aan de hand van vele praktijkvoorbeelden.

## Indeling
De Notitia Linguae Sinicae begint met een grote algemene introductie, gevolgd door de rest van het werk, dat uit twee verschillende delen bestaat. Deel één betreft het gesproken Mandarijn; deel twee het klassiek Chinees.

### Inleiding
De inleiding, die dertig pagina’s beslaat, bestaat uit drie verschillende hoofdstukken. In het eerste hoofdstuk biedt hij een algemene beschrijving van belangrijke werken geschreven in het klassiek Chinees. Hierop volgt een praktisch studieprogramma voor de lezer, gebaseerd op De Prémare‘s eigen ervaringen. Het hoofdstuk wordt afgesloten met een selectie van belangrijke Chinese woordenboeken.
Hoofdstuk twee betreft de aard van Chinese karakters, klanken en tonen. Er wordt uitgelegd dat Chinese karakters niet fungeren als letters, maar concepten weergeven. Het gedeelte over klanken bevat een systematische uiteenzetting van Chinese begin- midden- en eindklanken evenals een uitleg over de verschillende manieren van transcriberen die er in die tijd bestonden. De sectie over tonen bevat een uitleg van de vijf tonen van het toenmalige Mandarijn maar geen uitgebreide beschrijving.
Hoofdstuk drie bevat wat De Prémare een "algemene index van alle klanken van de Chinese taal" noemt. Dit is een lijst van 1445 karakters die bijna elke geletterde persoon in China zou kennen.

### Deel één
Deel één heeft betrekking op gesproken Chinees en bestaat uit twee hoofdstukken. Hoofdstuk één beslaat uit slechts acht pagina's, en is een poging om de spreektaal te beschrijven volgens concepten uit westerse grammatica’s, zoals getal, geslacht lidwoord, etc. Vervolgens merkt de auteur op dat het eigenlijk zinloos is om westerse categorieën op het Chinees toe te passen, waarna hij overschakelt op hoofdstuk twee, een beschrijving van het eigen karakter van de Chinese taal op basis van voorbeelden. De Prémare geeft geen voorbeelden van gesproken Chinees zoals hij tegen is gekomen in het dagelijks leven, maar baseert zich in plaats daarvan op de volkstaal zoals deze te vinden was in schouwspellen en in de volkstaal geschreven novelles.
Hoofdstuk twee is in drie secties onderverdeeld. Sectie één bevat een beschrijving van zestien Chinese karakters die zowel een werkwoord/naamwoord kunnen zijn, maar ook als een grammaticaal partikel kunnen fungeren. Sectie twee is een opsomming en beschrijving van karakters die bijna uitsluitend dienen als grammaticale partikels/functiewoorden. Sectie drie is gewijd aan veelvoorkomende stijlfiguren. Tot slot eindigt deel één met een verzameling van 165 gezegdes.

### Deel twee
Deel twee van de Notitia linguae Sinicae gaat over de klassieke Chinese schrijftaal. Dit deel was nadrukkelijk bedoeld om pas gelezen te worden nadat de lezer het materiaal van deel één goed onder de knie had gekregen. Het bestaat uit vijf hoofdstukken, waarvan het eerste gewijd is aan het aanleggen van enkele algemene facetten waarin het klassieke Chinees van de toenmalige gesproken taal verschilde.
Hoofdstuk twee bevat een verklaring van de vele grammaticale partikels van het Klassieke Chinees.
Hoofdstuk drie behandelt verschillende manieren van schrijfstijlen, gebaseerd op klassieke werken, die hij gerangschikt heeft op basis van de elegantie van hun stijl.
Hoofdstuk vier gaat over stijlfiguren in de geschreven taal, en bestaat uit zeven delen: Antithese, herhaling, woordspelingen, gradaties, weerleggingen, beschrijving, dertig verschillende variaties, en vergelijkingen.
Hoofdstuk vijf is een verzameling van vierhonderd verschillende uitdrukkingen, vooral bestaande uit één tot vier woorden. De Prémare zegt deze uitdrukkingen uit een eerste volume van een taalgids gehaald te hebben. het ontbreken van uitdrukkingen met meer dan vier woorden is te wijten aan de niet-beschikbaarheid van het tweede volume van deze taalgids.